# João III de Armagnac
João III de Armagnac (1359 — 25 de julho de 1391) foi conde de Armagnac, de Fézensac e de Rodez de 1384 até sua morte. Era filho de João II de Armagnac, e Joana de Périgord.
Em 1390, João reivindicou o reino de Maiorca, mas foi superado pelas tropas de João I de Aragão, em uma batalha perto de Navata. João III, consequentemente, conduziu as ações militares em Rossilhão. Em 1391, teve que partir para a Itália, a fim de ajudar Carlos Visconti, senhor de Parma e marido de sua irmã, Beatriz dos Armagnac, que estava em conflito com o seu primo João Galeácio Visconti, duque de Milão.

## Família
Em 14 de maio de 1378, João se casou com Margarida III (1363 — 1443), condessa de Cominges (1363-1443). Eles tiveram duas filhas:
- Joana, que se casou com Guilherme-Amanieu de Madaillan (1375 — 1414) em 1409.
- Margarida que se casou com Guilherme II, Visconde de Narbona em 1415. Foi morto na batalha de Verneuil, em 14 de agosto de 1424).